# コモドオオトカゲ
コモドオオトカゲ (Varanus komodoensis) は、爬虫綱有鱗目オオトカゲ科オオトカゲ属に分類されるトカゲ。別名はコモドドラゴン。コモド島などインドネシア領小スンダ列島に棲息する。
大きな個体は体長が3メートルを超える。現生のトカゲとしては世界最大級であり、絶滅した恐竜に喩えられることもある。

## 分類
以前は小スンダ列島に「全長が7メートルに達する、スイギュウを倒す、火を吐くオオトカゲや陸棲のワニが棲息する」と伝えられていたが、詳細は不明であった。一方で少なくとも1840年にはスンバ島の首長が本種に関する記録を残していた。
1910年、当時はオランダ領東インド（蘭印）の一部だったコモド島に不時着したオランダ人の航空機操縦士による目撃情報や、同年に全長2メートル以上の個体が射殺されたことにより本種の詳細が判明した。1912年になり、オランダ領東インドの中心であるジャワ島に持ち込まれた2頭の成体と1頭の亜成体を基に記載された。

## 分布
インドネシアのコモド島、リンチャ島、ギリダサミ島、ギリモタン島、フローレス島の南部に分布する。故郷とも言えるオーストラリア大陸では、メガラニアなどの他のオーストラリアの大型動物相と同様に絶滅しているが、スナオオトカゲの先祖とも交配するなどスナオオトカゲの進化史にも影響を与えてきた。

## 形態
全長200 - 300センチメートル (cm) 、頭胴長70 - 130 cm、体重約70キログラム (kg) 。全長約250 cmの個体で平均体重47 kgという計測例があるが、食物が体内にあるかどうかで変動が非常に大きい。アメリカ合衆国セントルイス動物園の飼育個体で全長313 cm、体重166 kgまで成長した例がある。頑丈な体型をしており、メスよりもオスの方が大型になる。分布域には数万年前まで肩高150 cmのゾウが分布していたため、それらを捕食するために大型化したとする説もある。体色は暗灰色で、頸部や背面では褐色を帯びる個体もいる。
頭部は小型で細長い。吻はやや太くて短く、吻端は幅広く丸みを帯びる。鼻孔は吻端寄りで、やや前方に向かって開口する。嗅覚は発達し、4キロメートル先にある動物の死骸の匂いも察知することもできる。歯は基部が幅広く側偏し、先端が尖り後方へ湾曲する。縁は鋸状で、獲物の肉を切断できるように特殊化している。四肢は発達し、鋭い爪が生える。尾は側偏する。
孵化直後の幼体は全長25 - 56 cm。幼体の胴体には黄色い斑点が見られるが、成長に伴い消失する。

## 生態
乾燥した落葉樹林やサバンナに生息するほか、雨季には水がある河辺林などにも生息する。幼体は樹上棲傾向が強い、成体も大型個体を除けば木に登ることもある。
一見大人しいが、縄張り意識が強く気性は荒い。嗅覚と視覚が優れている。自分で体温調節ができない変温動物であり、朝日がのぼり体が温まると動き出す。体が冷えると動けなくなる。薄明時から日光浴を行って体温を上げてから活動する。水中を泳ぐこともあり、450メートルの距離を泳いだ例や、水深4メートルまで潜水した例もある。全長75 cm以下の個体は主に樹洞や樹皮の下などを巣穴とし、全長75 - 150 cm以下の個体は地表の穴も利用するようになり、全長150 cm以上の個体は自分で巣穴を掘ったり、イノシシ類やジャコウネコ類の古巣を巣穴として利用したりする。外敵に襲われると噛みついたり、尾を打ちつけたりして応戦する。
主にイノシシやシカ、野生化したスイギュウ、ヤギなどのウシ科などの大型哺乳類を食べるが、齧歯類、コウモリ類、サル類、ジャコウネコ類などの哺乳類、鳥類やその卵、爬虫類ではクサリヘビ科やコブラ科、ウミガメ科、ワニの卵や幼体、動物の死骸なども食べる。幼体は昆虫やヤモリ類などを食べる。獲物を待ち伏せ、通りかかった獲物を捕食する。

### 繁殖
繁殖様式は卵生。オス同士は直立しての組み合い、通称「コンバット行動」または「コンバットダンス」を行い、メスを巡って争い、5 - 8月に交尾を行う。オスは舌を出し入れして臭いを嗅ぎ、その後にメスの背中に爪を立てて音を出し、メスが受け入れると交尾する。9月に斜面やツカツクリの巣に穴を掘り、1回に10 - 30個の卵を産む。卵は4月に孵化する。生後5 - 7年で性成熟すると考えられている。
2006年12月21日付けのイギリスの科学誌『ネイチャー』に、イギリスの二つの動物園でメスが、オスとの交尾なしで卵を産み、このうちの一カ所では子が孵ったと発表された。トカゲ類の中には雌単独の単為生殖を行う種もあるが、コモドオオトカゲで確認されたのは初めてとなる。

### 毒
口中には、食べ残しを栄養とする7種類以上の腐敗菌が増殖しており、噛み付かれた獲物は敗血症を発症して死亡すると長年考えられてきた。
しかし、メルボルン大学のブライアン・フライらは、この説は誤りで、コモドオオトカゲは獲物の血液の凝固を阻害し、失血によるショック状態を引き起こす毒（ヘモトキシン）を持っているとの研究成果を発表した(2009)。毒は、ノコギリ状の歯で噛み付いて引っ張るような動作により、歯の間にある複数の毒管から流し込まれる。これは、毒の注入に特化した結果、牙としての強度や殺傷力が弱まってしまった毒蛇などと異なり、歯自体の強度と殺傷能力を保ったまま毒の注入を可能とする構造であると推測されている。

## 人間との関係
飼育下では幼体からならした個体は、人間や飼育環境にも適応するとされる。飼い馴らすと、飼い主と一緒に散歩するほどに馴れるといわれる。一方で1974年に成人男性が襲われ食べられた記録がある。コモド国立公園によると1974年以降30人がコモドオオトカゲに噛まれ、うち5人が死亡している。家畜が襲撃された例もある。
農地開発や森林伐採による生息地の破壊、密猟による餌となる動物の減少などにより生息数は減少した。以前はパダール島にも分布していたが、獲物となるシカを人間が狩り尽くしてしまったため絶滅し、フロレス島の大部分でも生息数が激減した。2019年の時点では生息数は安定していると考えられ、大部分の個体が後述するようにコモド国立公園内に分布し保護されていると考えられているものの、分布域が狭く将来的には気候変動などの影響により生息数が減少することが示唆されている。1920年には保護の対象とされ、1970年にはインドネシア政府により生息地がコモド国立公園に指定されている。パダール島には他島の個体を再導入する試みが進められている。1975年のワシントン条約の発効時から、同条約の附属書Iに掲載されている。1981年における生息数は7213頭と推定されている。

### 日本
日本とのかかわりでは捕獲された2匹が1942年（昭和17年）10月30日に、旧日本海軍より昭和天皇と香淳皇后に献上された。当時、日本は太平洋戦争の南方作戦で、蘭印を占領していた。侍従武官だった城英一郎海軍大佐は、天皇の反応について以下のように記録した。

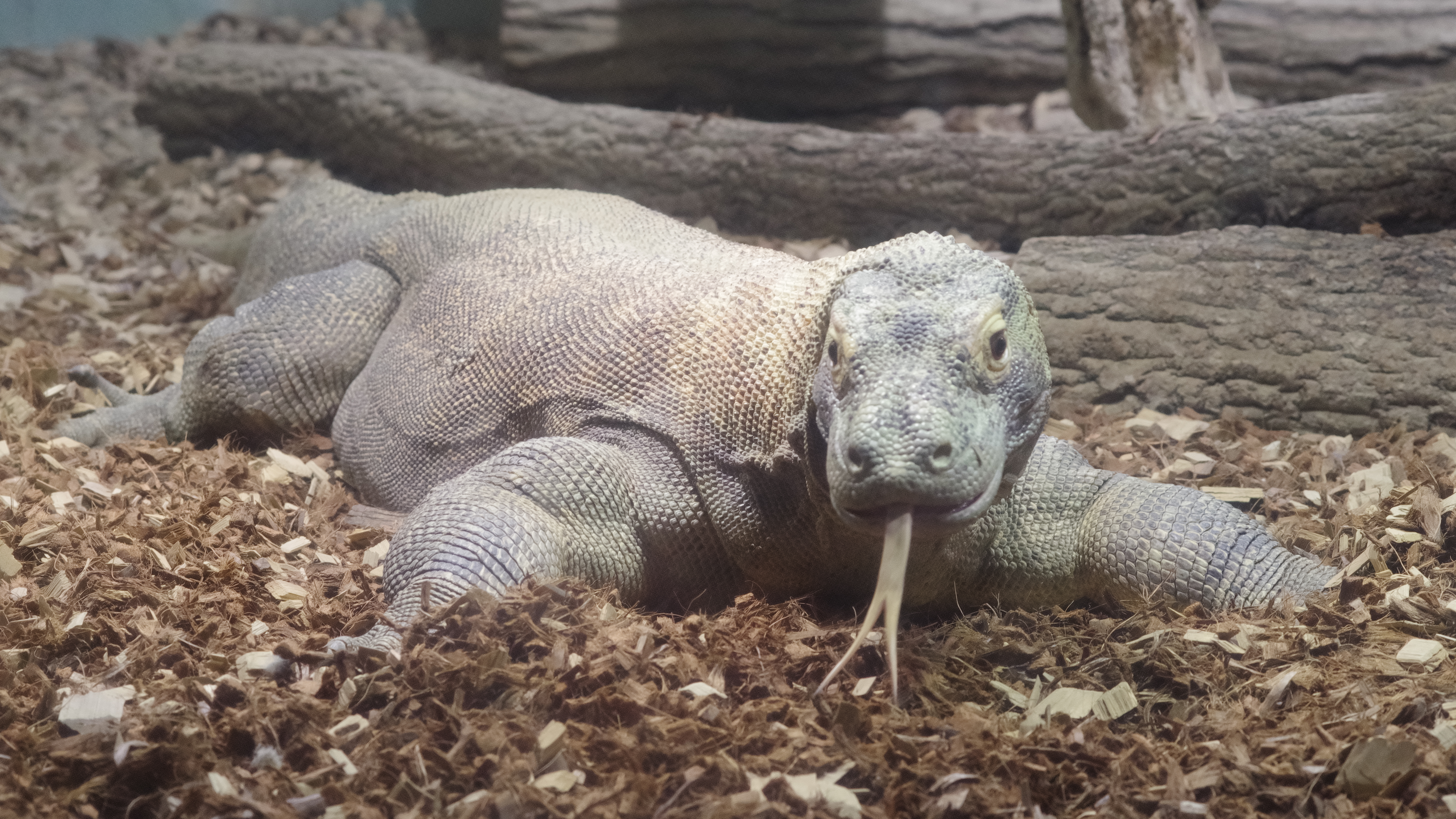
名古屋市東山動植物園のコモドオオトカゲ。2025年撮影。

2021年の時点では「ヴァラヌス・コモドエンスィス」として特定動物に指定され、2019年6月には愛玩目的での飼育が禁止されている（2020年6月に施行）。
2024年の時点で飼育されている唯一の個体は愛知県名古屋市にある東山動植物園に同年8月18日移入されたオスの「タロウ」で、8月23日から一般公開された。タロウは、かつて東京都の恩賜上野動物園で飼育されていたメスがシンガポールの動物園に貸し出されて産んだ子供で、日本へ子供を返すにあたって上野動物園にスペースがなかったため、東山動物園が選ばれた。以前は上野動物園のほか、北海道の札幌市円山動物園でも飼育されていた。

### 伝説
資料によって差異はあるが、棲息地のコモド島には、主に2種類の言い伝えがある。
- ある王女が双子の子供を生んだ。一人は人間の男の子でオラン（Gerong）、もう一人はコモドオオトカゲの女の子でオラ（Orah）と言った。生まれた時にその兄妹は生き別れた。数年後のある日、成長したオランは、森で巨大なトカゲに遭遇する。オランがトカゲを殺そうとしたちょうどその時、実の母親である王女が現れ、二人が兄妹であったことをオランに明かした。

- 昔、双子の兄妹がいた。兄は妻をめとり、妹は嫁いでいったが、お互いの子どもたちを結婚させようと誓った。妹には美しい娘が生まれたが、兄には全身が鱗におおわれた醜い息子が生まれた。しかし誓いどおりに結婚させられ、村祭りの夜、息子は体から鱗をとり人間の姿で出かけた。その鱗を娘が燃やすと、その灰は森の精気を吸って大トカゲの姿になった[13]（要約）。